# 白卡明 (海辛區)
48°16′2″N 29°22′30″E / 48.26722°N 29.37500°E
白卡明（烏克蘭語：Білий Камінь），是烏克蘭西南部文尼察州海辛區切切利尼克市镇内的村庄。始建於1750年，面積2.8平方公里，2001年人口877，人口密度每平方公里313.21人。